# Ernest-Louis Ier de Saxe-Meiningen
Ernest-Louis Ier de Saxe-Meiningen, né à Gotha le 7 octobre 1672, décédé à Meiningen le 24 novembre 1724.
Ernest-Louis Ier de Saxe-Meiningen est duc de Saxe-Meiningen. Prince de la lignée des Saxe-Meiningen appartenant à la troisième branche de la Maison de Wettin, cette lignée appartient à la branche ernestine fondée par Ernest de Saxe. La lignée des Saxe-Meinigen est toujours existante, elle est représentée par l'actuel duc Frédéric de Saxe-Meiningen.

## Biographie
Fils de Bernard Ier de Saxe-Meiningen et de Marie-Hedwige de Hesse-Darmstadt, Ernest-Louis Ier de Saxe-Meiningen épouse le 19 septembre 1704 Dorothée-Marie de Saxe-Gotha-Altenbourg (1674-1713), fille de Frédéric Ier de Saxe-Gotha). Quatre enfants sont nés de cette union :
- Joseph Bernard de Saxe-Meiningen (1706-1724)
- Ernest-Louis II de Saxe-Meiningen, (1709-1729), duc de Saxe-Meiningen
- Louise-Dorothée de Saxe-Meiningen (1710-1767), en 1729 elle épousa Frédéric III de Saxe-Gotha-Altenbourg (1699-1772)
- Charles-Frédéric de Saxe-Meiningen (1712-1743)

Veuf, Ernest-Louis Ier de Saxe-Meiningen épousa le 3 juin 1714 Élisabeth-Sophie de Brandebourg (1674-1748), fille de Frédéric-Guillaume Ier de Brandebourg (Maison de Hohenzollern).